# ISFP

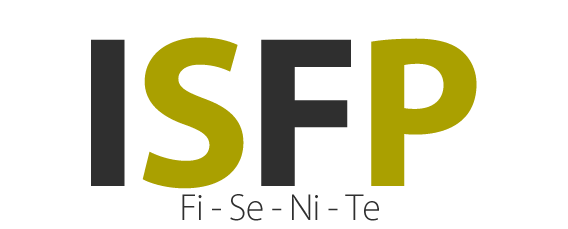
ISFP.

ISFP (Introversión, Sensorial, Emocional (Feeling), Perceptivo) es un acrónimo utilizado en el Indicador de Tipo de Myers-Briggs (MBTI) para referirse a uno de los dieciséis tipos de personalidad. La metodología de evaluación MBTI fue desarrollada a partir de los trabajos del eminente psiquiatra Carl G. Jung en su obra Tipos psicológicos, en la que propuso una tipología psicológica basada en sus teorías de funciones cognitivas.
A partir del trabajo de Jung, otros investigadores continuaron con el desarrollo de tipologías psicológicas. Entre los tests de personalidad más difundidos se encuentran el test MBTI, desarrollado por Isabel Briggs Myers y Katharine Cook Briggs, y el Keirsey Temperament Sorter, desarrollado por David Keirsey. Keirsey se refiere a los ISFPs como los Compositores, uno de los cuatro tipos pertenecientes al temperamento que Keirsey denomina Artesano.
Aproximadamente el cinco al diez por ciento de la población posee un tipo ISFP.

## La preferencia MBTI
- I - Introvertido preferido sobre Extrovertido
- S - Sensorial  preferido sobre Intuitivo
- F - Emocional (Feeling)   preferido sobre Racional (Thinking)
- P - Perceptivo  preferido sobre Calificador (Judging)

## Características del tipo ISFP

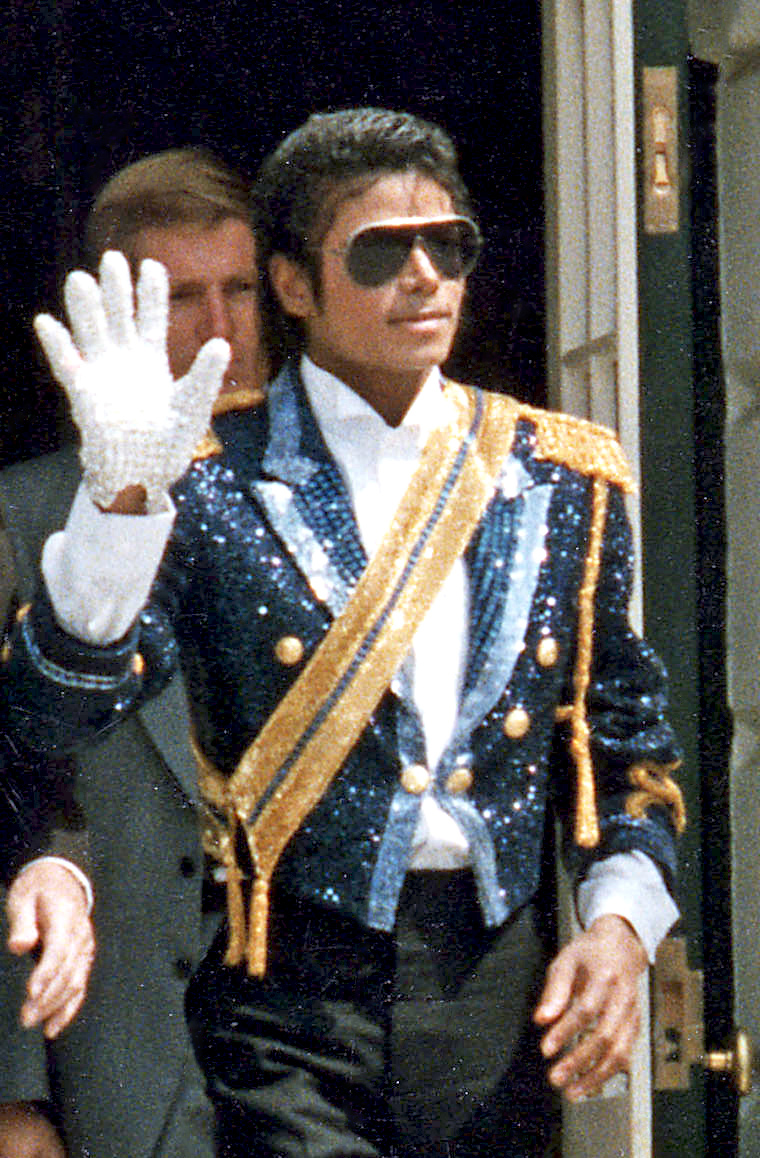
Las características de Michael Jackson como un artista sensible son consistentes con el tipo ISFP.

### Descripción de Myers-Briggs
Según Myers-Briggs, los ISFPs son personas pacíficas y con las que es fácil congeniar, ellas adoptan un modo de vida "vive y deja vivir". Ellos disfrutan adquiriendo experiencias a su propio ritmo y tienden a vivir el momento. Aunque silenciosos, ellos son agradables, considerados, atentos, y devotos de las personas que los rodean. Aunque no se inclinan por las discusiones o por expresar sus puntos de vista, sus valores son importantes para ellos.

### Descripción de Keirsey
Según Keirsey, los Compositores Artesanos se encuentran atentos al aquí y ahora. Son extremadamente sensibles a su medio ambiente, atentos a las percepciones de sus cinco sentidos mucho más que los otros tipos de personalidad Sensorial. Perciben pequeñas variaciones en su mundo físico o en las personas que los rodean. Son muy sensibles para balancear y comprender lo que encaja o no encaja, sea en una obra de arte o en cualquier otro aspecto de sus vidas. Los ISFPs son sumamente conscientes de sus compañeros, pero prefieren permitir que otros dirijan sus vidas. Los ISFPs tienden a ser emocionalmente completos y empáticos con otras personas.